# Лузий Квиет
Лу́зий Квие́т (лат. Lusius Quietus; убит в 118 году) — римский полководец при императорах Домициане и Траяне, известный своей ролью в подавлении восстания в Иудее в 117 году.
Согласно Диону Кассию, Квиет был сыном берберского вождя, оказавшего римлянам помощь в усмирении Тингитанской Мавретании во время восстания Эдемона в 40 году. За свою службу Риму на важной и опасной границе он был награждён потомственным римским гражданством. Его сын Лузий поступил в римскую армию и служил офицером вспомогательной кавалерии. При Домициане он получил всадническое звание, однако позже утратил его за неподобающее поведение, однако детали этого не известны.
С приходом к власти Траяна удача вновь улыбнулась Квиету — он был возвращён в армию и принял участие в войнах с даками. После покорения Дакии он получил звание сенатора. Затем Квиет воевал в Парфии, где своими действиями помог обеспечить тактическое отступление римской армии без значительных потерь. Своими действиями Квиет заслужил признание и известность в армии. В кампании 115—116 годов его войска разграбили Нисибис и Эдессу.
После успешного подавления иудейского восстания в Вавилонии Квиет был назначен губернатором Иудеи, где также требовалось подавить мятеж. Евсевий Кесарийский рассказывает об этом следующим образом: «Император же, подозревая, что иудеи и в Месопотамии нападут на местное население, повелел Луцию Квинту очистить от них эту область. Луций, ведя с собой войско, истребил огромное количество тамошних иудеев, за что император и назначил его правителем Иудеи». События в Иудеи плохо известны по источникам, однако избрание перед отправкой в мятежную провинцию Квиета консулом свидетельствовало о серьёзности положения. Это изменение в статусе Иудеи стало постоянным и после Квиета все её губернаторы имели консульский ранг.
Траян умер в 117 году, а в следующем году Лузий Квиет был убит. Возможно, это было сделано по приказу императора Адриана, опасавшегося популярного военачальника.